# Ольжичи
Ольжичи — летописное село под Киевом, принадлежавшее княгине Ольге. Было расположено на левобережье Днепра в низовьях Десны.
Впервые упомянуто в «Повести временных лет» под 947 годом. По одной из версий, село связано с древлянской челядью, которая после мести Ольги древлянам была приведена на поселение под Киев и посажена на землю. Название села означает «собственно, тех людей, которые принадлежали к челяди Ольги и по её имени получили своё прозвище».
В XVI веке селище Ольжичи, расположенное между селениями Сваромье и Осещина, принадлежало Межигорскому монастырю. В XIX веке бывшее село Ольжичи именовалось Старосельем.